# Плетка, Вацлав
Вацлав Плетка (чеш. Václav Pletka; 8 июня 1979, Млада-Болеслав, Чехословакия) — чешский хоккеист, нападающий. Чемпион Чехии 2013 года, обладатель Кубка европейских чемпионов 2006 года.

## Биография
Вацлав Плетка является воспитанником клуба «Млада Болеслав». За свою карьеру сменил много клубов в чешской Экстралиге.
В сезоне 2001/02 провёл 1 матч в НХЛ за клуб «Филадельфия Флайерз».
В России известен по выступлениям за московское «Динамо». В составе «Динамо» стал обладателем Кубка европейских чемпионов 2006 года.
В 2013 году стал чемпионом Чехии в составе клуба «Пльзень».
В 2018 году завершил карьеру. Сейчас занимает должность ассистента главного тренера юниорской команды (до 16 лет) в Младе Болеслав.

## Достижения
- Обладатель Кубка европейских чемпионов 2006
- Чемпион Экстралиги 2013
- Бронзовый призёр Экстралиги 1999, 2007, 2012

## Статистика
- Чешская экстралига — 762 игры, 471 очко (260+211)
- АХЛ — 142 игры, 84 очка (41+43)
- Чешская первая лига — 107 игр, 67 очков (32+35)
- Сборная Чехии — 29 игр, 11 очков (5+6)
- Европейский трофей — 19 игр, 8 очков (6+2)
- Российская суперлига — 5 игр
- Кубок европейских чемпионов — 3 игры
- Кубок Шпенглера — 3 игры
- НХЛ — 1 игра
- Всего за карьеру — 1071 игра, 641 очко (344 шайбы + 297 передач)